# Могильницькі ІІ
Могильницькі II — руський шляхетський герб, наданий австрійським імператором.

## Опис герба
Щит пересічено. У першому золотому полі чорний піворел, у другому синьому золотий лицарський хрест. Щит покрито двома лицарськими шоломами. В обох клейнодах два чорних орлиних крила (за С. Горжинським — також є чорно-синій намет у першого шолома і синьо-золотий у другому).

## Найдавніші записи
Наданий 7 липня 1828 р. хранителю Перемишльського греко-католицького собору Івану Могильницькому разом зі шляхетським титулом.

## Власники
Могильницькі (власний герб)